# Кристал
У хемији и минералогији, кристал представља чврсту материју чији су конститутивни елементи атоми, молекули, или јони а који граде правилну унутрашњу (просторну) структуру. Реч кристал потиче од грчке речи "κρύσταλλος" која значи чисти лед, и некада се односио само на кристал кварца. У минералогији кристал је тело ограничено геометријским површинама (пљоснима), а у свим деловима има једнака хемијска својства. Већина метала представљају поликристале. Код кристала је честа појава ближњења, односно симетричног урастања кристала. 
Правилни је распоред термодинамички најстабилнији и већина чврстих материја кристалне је природе. Кристали настају у процесу кристализације растом из потхлађене течности, потхлађене паре, плина, засићеног раствора, растопа, несређене (аморфне) чврсте фазе или мање стабилне кристалне фазе. Унутрашњи правилни распоред даје кристалу одређену симетрију која се исказује у својствима и у спољном облику кристала. Кристал има одређен геометријски облик. углови међу равнима кристала неке хемијске материје константни су и за ту материју својствени (карактеристични). Делови настали каљењем кристала имају равне површине, а њихови су углови такође константни и својствени за дотичну материју. Делови настали ситњењем кристала опет су кристали истих својстава.  
Својства кристала као што су густина, тврдоћа, калавост, еластичност, пластичност, магнетска и електрична поларизација, проводљивост топлоте и струје, боја, сјај, лом и дволом светлости зависе од хемијског састава и кристалне структуре те су због тога стални. Међутим, многа су својства различита у различитим смеровима у кристалу и то се својство означава као анизотропија. Ако се раст кристала одвијао без спољних запрека, њихови су спољни облици геометријски правилни (полиедри), што је одраз њихове правилне структуре. Кристални полиедри могу бити састављени од равни једне кристалне форме, то јест од равни које су међусобно симетријски једнаке, или од комбинације равни више кристалних форми. Из стабилности структуре произлазе и законитости морфологије полиедара, које су садржане у кристалним законима: у закону сталности углова између било којег пара равни присутног на свим кристалима исте материје, те у закону рационалног односа параметара (одсечака равни по координатним осима) према којем су параметри по појединачним осама било којег пара равни на посматраном кристалу у односу малих рационалних бројева. У томе је битна разлика између кристалних и произвољних полиедара. Кристални облик својствен је за многе хемијске материје па често омогућује њихово откривање (идентификацију), што се посебно често користи у минералогији. Потпуно правилни облици сусрећу се само код монокристала; много су чешћи кристални агрегати (поликристали) код којих свако зрно нема све своје својствене равни или је потпуно без њих, а цели поликристал гледан као целина нема јединствену кристалну структуру.
Кристали, или кристалне чврсте материје, се често користе у псеудонаучним праксама као што је кристалотерапија, и заједно са драгим камењем, понекад се повезују са бајањем у виканским веровањима и сродним религијским покретима.

## Елементи симетрије кристала
Кристали имају три врсте симетријских елемената који се могу запазити како у њиховој структури, тако и по спољном облику. То су:
- раван симетрије је она раван која дели кристал на два дела која су попут ликова у огледалу;
- оса симетрије је правац око кога се могу окретати кристал да се при том појављују истоврсни положаји кристала. Ти положаји се могу појављивати два, три, четири или шест пута, те према томе постоје дигире, тригире, тетрагире и хексагире.
- центар симетрије је тачка у геометријском средишту кристала, кроз коју пролазе правци који на оба краја имају истоврсне успоредне кристалографске елементе, и то равни, бридове или углове.

Елементи симетрије се могу опазити већ у елементарној ћелији структурне решетке кристала. Број елемената симетрије је ограничен - постоје 32 комбинације симетријских елемената, по којима се разликују и 32 кристалне класе. Минералне форме једне кристалне класе имају исте елементе симетрије.

## Кристалографски системи
Све равни које се налазе на кристалу фиксирају се на замишљени координатни систем, који се назива кристалографским осима. Равни пирамиде положене су тако да секу све три кристалографске осе, равни призме секу две осе, а с трећом су паралелне, док равни пинакоида секу само једну осу, а са остале две су паралелне.
С обзиром на кристалографске осе, неколико кристалних класа се може спојити у један кристалографски систем. У једном кристалном систему налазе се кристалне класе с различитим елементима симетрије, али све имају исти положај кристалографских оса. 
Постоји 6 кристалографских система, а то су:
- кубни кристални систем обухвата кристалне форме (њих 15 укупно) које се могу свести на три једнаке и међусобно нормалне кристалографске осе. Просторна решетка таквог система је једноставна, површинскицентрирана или запреминскицентрирана коцка. Кубни систем има 5 кристалних класа.
- хексагонски кристални систем обухвата форме (њих 9) које се могу свести на 4 кристалографске осе. Три су једнаке, леже у хоризонталној равни и секу се међусобно под углом од 120°, а четврта, дужа или краћа оса на њих је нормална. Просторна решетка је хексагонска или ромбоедријска. Овај систем има 12 кристалних класа.
- тетрагонални кристални систем - обухвата форме (њих 5) с три међусобно нормалне кристалографске, од којих су две једнаке и леже у водоравној равни, а трећа краћа или дужа лежи нормало на њих. Просторна решетка је једноставна или запреминскицентрирана тетрагонска призма. Тетрагонски систем има 7 кристалних класа.
- орторомбични кристални систем обухвата форме (њих 3) које се могу свести на 3 неједнаке и међусобно нормалне осе. Просторна решетка је једноставна или запреминскицентрирана ромпска призма. Систем има 3 кристалне класе.
- моноклински кристални систем обухвата форме (њих 3) које се своде на 3 неједнаке кристалографске осе, од којих су само две међусобно нормалне, а трећа је коса. Просторна решетка је једноставна или базноцентрирана моноклинска призма, а систем има 3 кристалне класе.
- триклински кристални систем обухвата форме (њих 3) које се могу свести на три кристалографске осе неједнаке дужине и које се међусобно секу под косим углом. Просторна решетка има само центар симетрије.

## Кристална структура
У природи се често налазе комадићи материје, који су омеђени равним површинама и представљају правилна геометријска тела као коцке, пирамиде, октаедар и тако даље. Проучавање таквих правилних кристала већ је одавно један од основних задатака минералога, а математичари су нашли подстицаја у кристалима да науку о симетријама развију до врло високог ступња. Испитивање кристала је добило дубље физичко значење тек са развојем модерне атомске теоријом. Чињенице о кристалима несумњиво говоре да је то прототип састава чврстог тела. Чврсти облик материје заснива се на кристалној структури. Ако је комадић чврсте материје један кристал, тад се правилни облик разабире на први поглед. Кад се чврсто тело састоји од много ситних кристала, који су поређани у свим могућим смеровима, тад симетрија структуре није уочљива.
Већ у 18. веку је Рене Жист Аиј наслутио, да је појава кристала узрокована правилним распоредом основних делића. Замисле ли ти делићи као коцке, од њих се могу изградити разна геометријска тела. Аијов модел кристала усавршио је О. Браве 1848. Он се ослободио наивних предоџби о компактним делићима и узео да су тежишта молекула поређана у правилним геометријским размацима. Она чине кристалну решетку. Општу систематику кристалних решетака развили су 1891. Е. Фјодоров и Артур Мориц Шонфлис (1853 - 1928). 
За кристал је својствено да се одређени распоред молекула периодично понавља у простору. Може се најпре посматрати једноставна кристална решетку која је грађена од самих једнаких атома или молекула. Онај одређени распоред молекула који се понавља у простору се обухвата у једној елементарној ћелији. Паралелним помаком ћелије у сва три просторна смера може се изградити читава решетку. Тип решетке се може према томе једнозначно утврдити елементарном ћелијом. 
Најједноставнију елементарну ћелију представља коцка која у сваком углу садржи један атом или молекул. Таква ћелија зове се још проста кубна. Нешто сложенија је ћелија која у центру коцке садржи још један атом или молекул. Такву кубну решетку с просторним центрима имају кристали алкалних метала (Li, Na, K, Rb, Cs), затим ванадијум V, хром Cr, молибден Mo, тантал Ta и неки други. Уместо у просторном центру коцке може по један атом стајати у центру сваке странице. Кубне решетке с таквим раванским центрима такође су честе у природи. Тако се кристализују хемијски елементи сребро Ag, злато Au, платина Pt, бакар Cu, олово Pb и други. 
Сваком кристалу припадају 3 главне осе смера. Ако је елементарна ћелија коцка, тада су осе међу собом нормалне. Генерално осе кристала могу затварати углове различите од 90°. Елементарна ћелија се може генерално описати с 3 вектора {\displaystyle {\vec {a}}_{1}}, {\displaystyle {\vec {a}}_{2}} и {\displaystyle {\vec {a}}_{3}}, који одређују бридове ћелије. Чвор ове једноставне решетке добија се тако да се вектори {\displaystyle {\vec {a}}_{1}}, {\displaystyle {\vec {a}}_{2}} i {\displaystyle {\vec {a}}_{3}} нанесу цели број пута. Тачке решетке су дате са:
{\displaystyle {\vec {n}}=n_{1}\cdot {\vec {a}}_{1}+n_{2}\cdot {\vec {a}}_{2}+n_{3}\cdot {\vec {a}}_{3}}
где  и  могу попримити све целе бројеве. Помаком решетке у главним смеровима за величину {\displaystyle n_{1}\cdot {\vec {a}}_{1}}, {\displaystyle n_{2}\cdot {\vec {a}}_{2}} или {\displaystyle n_{3}\cdot {\vec {a}}_{3}} не мења се распоред молекула у простору. Та инваријантност према просторним праволинијским помацима (транслацијама) основна је симетрија кристала. 
Једноставна решетка изграђена је од једнаких атома или једнаких атомских група. Сваки атом или свака атомска група на исти су начин опкољени од другим атомима или атомским групама. Ниједан атом не истиче се ничим испред другог. Ако се кристал састоји од различитих атома или више врста атомских група, тад свака чини за себе једну једноставну решетку. Кристал је сложена решетка. У таквом кристалу опет сваки атом или свака иста атомска група има исту околину, али различити атоми опкољени су различитим распоредом атома.

## Гранични елементи кристала
Спољашња полиедарска форма кристала представљена је граничним елементима кристала. Гранични елементи кристала су:
- пљосни
- рогљеви
- ивице

Пљосни су углавном глатке равне површине које са свих страна омеђују кристал. Рогљеви представљају тачкасте граничне елементе који се налазе на месту пресека три или више пљосни или на месту сусрета три или више ивица. Ивице су линеаменти који се јављају на контакту две пљосни. Испитивањем ових елемената и утврђивањем постојања елемената симетрије одређује се по којој кристалној системи се одвијала кристализација.

## Појава у природи

### Стене
По запремини и тежини, највеће концентрације кристала у Земљи су део њене чврсте основе. Кристали пронађени у стенама обично имају величину од фракције милиметра до неколико центиметара у пречнику, иако се повремено налазе изузетно велики кристали. Према подацима из 1999. године, највећи познати кристал на свету је кристал берила из Малакијалине, Мадагаскар, дуг 18 m (59 ft) и 3,5 m (11 ft) у пречнику, и тежак 380.000 kg (840.000 lb).
Неки кристали су настали магматским и метаморфним процесима, дајући порекло великим масама кристалних стена. Огромна већина магматских стена је формирана од растопљене магме и степен кристализације зависи пре свега од услова под којима су очврснуле. Стене као што је гранит, које су се хладиле веома споро и под великим притисцима, потпуно су кристалисале; али многе врсте лаве су изливене на површину и веома брзо охлађене, и у овој последњој групи уобичајена је мала количина аморфне или стакласте материје. Остале кристалне стене, метаморфне стене као што су мермер, лискун шкриљца и кварцити, су рекристализоване. То значи да су у почетку биле фрагментиране стене попут кречњака, шкриљаца и пешчара и да никада нису биле у растопљеном стању нити у потпуности у раствору, али су услови високе температуре и притиска метаморфизма деловали на њих тако што су избрисали њихове првобитне структуре и изазвали рекристализацију у чврстом стању.
Други камени кристали су се формирали од падавина из течности, обично воде, да би формирали друзе или кварцне вене. Евапорити као што су халит, гипс и неки кречњаци су таложени из воденог раствора, углавном због испаравања у сушним климама.

### Лед
Лед на бази воде у облику снега, морског леда и глечера су уобичајене кристалне/поликристалне структуре на Земљи и другим планетама. Пахуља је појединачни кристал или колекција кристала, док је коцка леда поликристал. Кристали леда могу се формирати од хлађења течне воде испод тачке смрзавања, као што су коцке леда или замрзнуто језеро. Мраз, снежне пахуље или мали кристали леда суспендовани у ваздуху (ледена магла) чешће израстају из презасићеног гасовитог раствора водене паре и ваздуха, када температура ваздуха падне испод тачке росе, без проласка кроз течно стање. Још једно необично својство воде је да се шири, а не скупља када се кристалише.

### Органски кристали
Многи живи организми су у стању да производе кристале узгојене из воденог раствора, на пример калцит и арагонит у случају већине мекушаца или хидроксилапатит у случају костију и зуба кичмењака.

## Полиморфизам и алотропија
Иста група атома се често може учврстити на много различитих начина. Полиморфизам је способност чврсте супстанце да постоји у више од једног кристалног облика. На пример, водени лед се обично налази у хексагоналном облику лед Ih, али може постојати и као кубни лед Ic, ромбоедарски лед II, и у многим другим облицима. Различити полиморфи се обично називају различитим фазама.
Поред тога, исти атоми могу бити у стању да формирају некристалне фазе. На пример, вода такође може да формира аморфни лед, док SiO2 може да формира фузионисани силицијум диоксид (аморфно стакло) и кварц (кристал). Исто тако, ако супстанца може да формира кристале, она такође може да формира поликристале.
За чисте хемијске елементе, полиморфизам је познат као алотропија. На пример, дијамант и графит су два кристална облика угљеника, док је аморфни угљеник некристални облик. Полиморфи, упркос томе што имају исте атоме, могу имати веома различита својства. На пример, дијамант је најчвршћа позната супстанца, док је графит толико мекан да се користи као мазиво. Чоколада може да формира шест различитих врста кристала, али само један има одговарајућу тврдоћу и тачку топљења за бомбоне и слаткише. Полиморфизам челика је одговоран за његову способност термичке обраде, дајући му широк спектар својстава.
Полиаморфизам је сличан феномен где исти атоми могу постојати у више од једног аморфног чврстог облика.